# Мы — Lady Parts
Мы — Lady Parts (англ. We are Lady Parts) — британский телевизионный ситком. Автор сценария, режиссёр и продюсер Нида Манзур. Сериал рассказывает о пяти мусульманках, которые создают панк-рок-группу. После показа пилота в 2018 году на Channel 4, для производства был заказан первый сезон из шести серий. Премьера состоялась 20 мая 2021 года.

## Сюжет
«Женские прелести» (англ. Lady Parts) — панк-группа, в которую входят пять мусульманок, живущих в Лондоне. Они собираются принять участие в музыкальном конкурсе, чтобы стать известными, что позволит им заниматься только музыкальной карьерой. Творческое вдохновение и темы для песен они черпают из повседневной жизни, и особенностей, которые накладывает традиционная мусульманская культура. Дружба, отношения и культурные различия преодолеваются по мере того, как группа стремится к музыкальному успеху

## В главных ролях
| Актёр             | Роль                                |
| ----------------- | ----------------------------------- |
| Анджана Васан     | соло-гитаристка Амина               |
| Сара Камила Импи  | вокалистка, фронтвумен Сайра        |
| Джульетта Мотамед | барабанщица Аиша                    |
| Фейт Омоле        | басистска Бисма                     |
| Люси Шортхаус     | менеджер группы Мумтаз              |
| Шобу Капур        | мама Амины Сима                     |
| Аийша Харт        | лучшая подруга Амины Нур            |
| Заки Исмаил       | брат Аиши, возлюбленный Амины Ахсан |
| Дэвид Эйвери      | парень Сайры Абдулла                |
| София Барклай     | редактор журнала Зарина             |

## Производство
Пилотный выпуск сериала Lady Parts был впервые заказан для канала Channel 4, в рамках комедийного шоу Comedy Blaps в 2018 году. Премьера состоялась в том же году.

Музыка в сериале представляет собой, как оригинальные панк-песни, так и кавер-версии. Над всей музыкой работала сама Нида Манзур, в соавторстве с братом и сестрой Шезом и Саньей Манзурами, и Бенни Фреджин. Все актрисы сами играют на своих собственных музыкальных инструментах, однако, им пришлось проходить дополнительное обучение специально для съёмок сериала. 
Музыка группы является неотъемлемой частью сериала. Благодаря музыке мы видим персонажей в их стихии и поём их правду, запечатлевая их и в радости, и в глупости. Саундтреком лучше всего наслаждаться, выкрутив ручку громкости на 11, и в одиночку трясти головой, закрывшись у себя в спальне. 

Нида Манзур

## Критика
Критики и зрители встретили сериал, в массе своей, положительными оценками. После выхода первого сезона у сериала был 100 % рейтинг критиков и 79 % зрительский на Rotten Tomatoes. Кинокритик Татьяна Шорохова сравнила сериал с серией книг и их экранизациями о Бриджит Джонс, а также отметила, что несмотря на очевидно конфликтные темы, которые сериал затрагивает, сделано это с юмором и тактом: 
Недавно на «Оскар» номинировался фильм «Звук металла», где герой, рокер-мусульманин, постепенно теряет связь с миром из-за потери слуха. Но «Мы — Lady Parts» делает шаг дальше, репрезентуя современных мусульманок из Англии, делая это с лёгкостью, юмором, но не забывая затронуть все важные элементы.
А рецензент издания Meduza назвала сериал «уникальной для поп-культуры вещью — манифестом исламского феминизма в форме музыкальной комедии».

## Список эпизодов

##### Сезон 1 (2021)
| № общий | № в сезоне | Название                  | Режиссёр    | Автор сценария | Дата премьеры | Зрители U.K. (млн) |
| ------- | ---------- | ------------------------- | ----------- | -------------- | ------------- | ------------------ |
| 2       | 1          | «Play Something»          | Нида Манзур | Нида Манзур    | 20 мая 2021   | н/д                |
| 3       | 2          | «Potential Future Spouse» | Нида Манзур | Нида Манзур    | 27 мая 2021   | н/д                |
| 4       | 3          | «Earth Natives»           | Нида Манзур | Нида Манзур    | 3 июня 2021   | н/д                |
| 5       | 4          | «Godzilla»                | Нида Манзур | Нида Манзур    | 10 июня 2021  | н/д                |
| 6       | 5          | «Represent»               | Нида Манзур | Нида Манзур    | 17 июня 2021  | н/д                |
| 7       | 6          | «Sparta»                  | Нида Манзур | Нида Манзур    | 24 июня 2021  | н/д                |

### Сезон 2 (2022)
| № общий | № в сезоне | Название                                       | Режиссёр    | Автор сценария | Дата премьеры | Зрители U.K. (млн) |
| --- | ---------- | ---------------------------------------------- | ----------- | -------------- | ------------- | ------------------ |
| 7 | 1          | «Villain Era»                                  | Нида Манзур | Нида Манзур    | 30 мая 2024   | н/д                |
| Прозвучавшие песни: "More Than Words", "Villain Era" Песня на титрах: "Look What They've Done to My Song, Ma" |            |                                                |             |                |               |                    |
| 8 | 2          | «Malala Made Me Do It»                         | Нида Манзур | Нида Манзур    | 30 мая 2024   | н/д                |
| Приглашённая гостья: Малала Юсуфзай. Прозвучавшие песни: "Malala Made Me Do It"                               |            |                                                |             |                |               |                    |
| 9 | 3          | «It's Britney, Bitch»                          | Нида Манзур | Нида Манзур    | 6 июня 2024   | н/д                |
| Прозвучавшие песни: "Oops!... I Did It Again" Песня на титрах: "Zaharilia" by El Michels Affair               |            |                                                |             |                |               |                    |
| 10 | 4          | «Don't Let Me Be Misunderstood»                | Нида Манзур | Нида Манзур    | 6 июня 2024   | н/д                |
| Прозвучавшие песни: "Don't Let Me Be Misunderstood" Песня на титрах: "Habbetek" by Rasha Nahas                |            |                                                |             |                |               |                    |
| 11 | 5          | «Funny Muslim Song»                            | Нида Манзур | Нида Манзур    | 13 июня 2024  | н/д                |
| Guest starring: Meera Syal Песня на титрах: "Nbeed" by Rasha Nahas                                            |            |                                                |             |                |               |                    |
| 12 | 6          | «Glass Ceiling Feeling (US) / The Reason (UK)» | Нида Манзур | Нида Манзур    | 13 июня 2024  | н/д                |
| Прозвучавшие песниs: "Glass Ceiling Feeling". "The Reason". Песня на титрах: "I'm Gonna Be (500 Miles)"       |            |                                                |             |                |               |                    |